# D.J. Kennedy
David John "D.J." Kennedy (Pittsburgh, Pensilvania, 5 de noviembre de 1989) es un jugador de baloncesto estadounidense que pertenece a la plantilla de BC Prometey de la Latvian-Estonian Basketball League. Con 1,96 metros de estatura, juega en la posición de escolta.

## Trayectoria deportiva

### Universidad
Jugó durante cuatro temporadas con los Red Storm de la Universidad de St. John's, en las que promedió 11,7 puntos, 6,1 rebotes y 2,4 asistencias por partido.

### Profesional
Tras no ser elegido en el Draft de la NBA de 2011, fichó por los Erie BayHawks de la NBA D-League, donde en su primera temporada promedió 15,7 puntos y 7,3 rebotes por partido. Fue incluido en el segundo mejor quinteto de rookies de la liga.
En abril de 2012 fichó para el resto de la temporada con los Cleveland Cavaliers de la NBA, con los que llegó a jugar únicamente dos partidos, en los que promedió 6,0 puntos y 3,5 rebotes.
Regresó al año siguiente a la plantilla de los BayHawks, pero casi al final de la temporada fichó por los Rio Grande Valley Vipers, con los que ganó el título de liga, siendo junto a Glen Rice los artífices del título, promediando en los playoffs 21,3 puntos, 9,3 rebotes y 6,0 asistencias por partido.
En septiembre de 2013 fichó por los Dallas Mavericks para realizar la pretemporada con el equipo, no teniendo todavía asegurada su presencia en la plantilla final.
[actualizar]

## Estadísticas de su carrera en la NBA

### Temporada regular
| Año     | Equipo    | PJ | PT | MPP  | %TC  | %3P  | %TL  | RPP | APP | ROB | TPP | PPP |
| ------- | --------- | -- | -- | ---- | ---- | ---- | ---- | --- | --- | --- | --- | --- |
| 2011-12 | Cleveland | 2  | 0  | 29.5 | .417 | .500 | .000 | 3.5 | 1.5 | 1.0 | .0  | 6.0 |
| Total   | Total     | 2  | 0  | 29.5 | .417 | .500 | .000 | 3.5 | 1.5 | 1.0 | .0  | 6.0 |